# Go Daddy

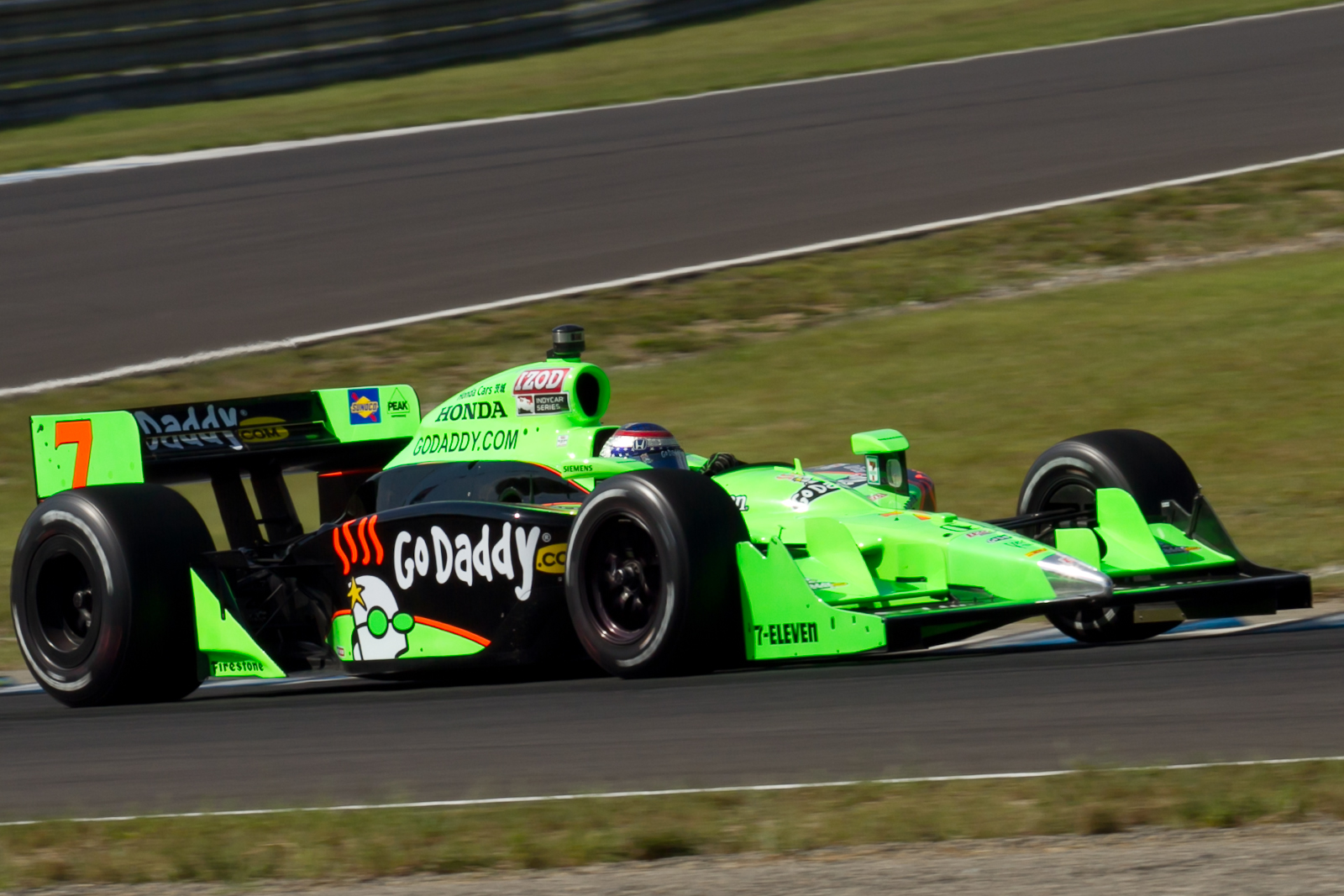
Bil i IndyCar Series 2011 som sponsrats av Go Daddy

Go Daddy, av företaget skrivet GoDaddy, är en amerikansk leverantör av domännamn och webbhotell. I december 2014 hade företaget över 59 miljoner aktiva domäner och 13 miljoner kunder, vilket gör företaget den största domänregistraturen i världen.